# Basil Gorgis
Basil Gorgis Hanna (6 de setembro de 1961) é um ex-futebolista profissional iraquiano, que atuava como meia.

## Carreira
Basil Gorgis fez parte do elenco da histórica Seleção Iraquiana de Futebol da Copa do Mundo de 1986 